# Liste der Monuments historiques in La Roche-Guyon
Die Liste der Monuments historiques in La Roche-Guyon führt die Monuments historiques in der französischen Gemeinde La Roche-Guyon auf.

## Liste der Bauwerke
| Bezeichnung            | Beschreibung | Standort              | Kennzeichnung | Schutzstatus | Datum | Bild           |
| ---------------------- | ------------ | --------------------- | ------------- | ------------ | ----- | -------------- |
| Schloss                |              | (Lage)                | PA00080181    | Classé       | 1943  | weitere Bilder |
| Kirche St-Samson       |              | (Lage)                | PA00080182    | Inscrit      | 1926  | weitere Bilder |
| Brunnen                |              | Place de l’Écu (Lage) | PA00080183    | Inscrit      | 1965  | weitere Bilder |
| Rathaus mit Markthalle |              | (Lage)                | PA00080184    | Inscrit      | 1946  | weitere Bilder |

## Liste der Objekte

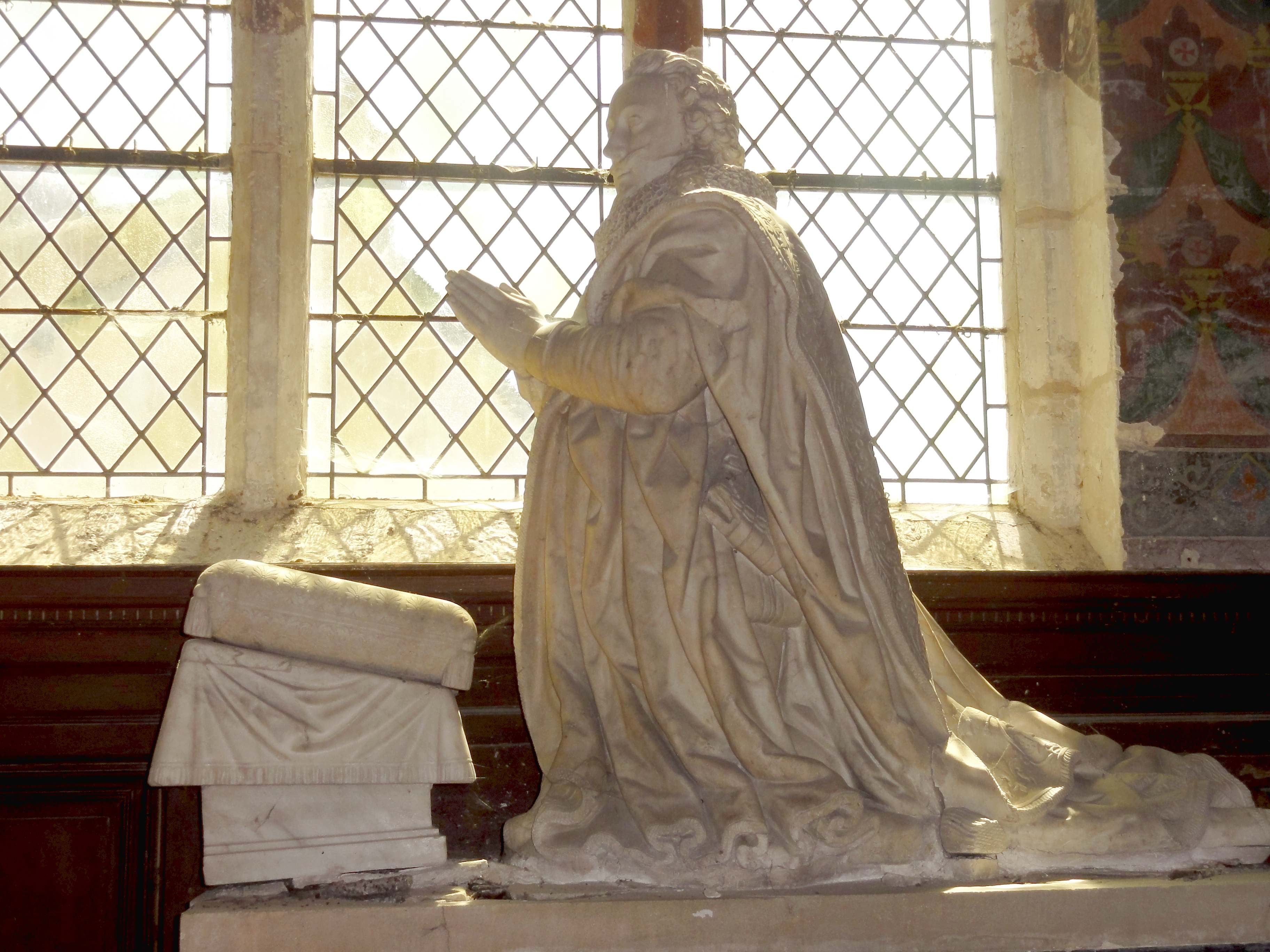
Grabdenkmal für François de Silly in der Kirche St-Samson aus der ersten Hälfte des 17. Jahrhunderts

- Monuments historiques (Objekte) in La Roche-Guyon in der Base Palissy des französischen Kultusministeriums